# Кинг, Сирил
Сирил Эмануэл Кинг (англ. Cyril Emanuel King 7 апреля 1921, Сент-Круа, Американские Виргинские острова — 2 января 1978) — губернатор Американских Виргинских островов (1975—1978).

## Биография
Участник Второй мировой войны.
Окончил Американский университет (American University) в Вашингтоне, получив степень в сфере государственного управления Позже окончил аспирантуру в сфере государственного управления и политологии.
В 1949 г. начал свою профессиональную карьеру в офисе сенатора Губерта Хэмфри, являлся его помощником.
В 1961—1969 гг. — руководитель аппарата администрации,
- 1969 г. — и. о. губернатора Американских Виргинских островов, после отставки Ральфа Паевонски.
- 1970 г. — проиграл во втором туре губернаторских выборов,
- 1972—1975 гг. — депутат Сената,
- 1975—1978 гг. — губернатор Американских Виргинских островов. Умер на своем посту в результате продолжительной болезни.

В 1984 г. в его честь аэропорт имени Гарри Трумэна на острове Сент-Томас был переименован в Аэропорт Сирила Кинга.